# 重慶軌道交通21號線
重慶軌道交通21號線是重慶市重慶軌道交通中一條規劃中的軌道線路，運營中六號線的国博支线可能將來會拆分成為21號線的一部分。

## 概況
線路水土組團、悅來組團、禮嘉組團、觀音橋組團、大楊石組團、大渡口組團。